# اتفاقية الألبان الدولية
اتفاقية الألبان الدولية (IDA)، هي معاهدة ابرمتها عدد من الدول، تأسست في بادئ الامر لتحديد الحد الأدنى لسعر مسحوق الحليب منزوع الدسم إلى 20 دولار لكل 100 كيلوغرام، وكان الهدف الأساسي توسيع الترتيب لمنتجات الالبان الأخرى بما انه أيضا أسست لجنة إدارة داخل أو ضمن الاتفاقية العامة للتعريفات والايطار التجاري للأشراف على الترتيب. وضع ترتيب بخصوص بعض المنتجات اللبنية (جينيف يناير 12 / 1970). استبدلت بالترتيب الدولي لمنتجات الالبان الذي تأسس في عام 1980، وكانت العامل الأساسي في التوسع وتحرير التجارة العالمية في منتجات الألبان عبر طريق التعاون الدولي. وفي عام 1997 انتهت الاتفاقية.
بعد ثلاث سنوات وضع بروتوكول بخصوص موضوع دهن الحليب (جينيف أبريل 2 / 1973). اتفق على توسيع ضوابط مسحوق الحليب منزوع الدسم إلى منتجات ألبان أخرى قابل للنقله دوليًا، مثل السمن، دهن الحليب اللامائي، زيت الزبدة اللامائي، دهن الزبدة اللامائي، زيت الزبدة ودهن الزبدة.
في أول يناير 1995، وضعت منتجات الألبان الدولية تحت رعاية مؤسسة الرعاية والتنمية و من أعضائها (الأرجنتين، بلغاريا، الاتحاد الأوروبي، اليابان، نيوزيلندا، رومانيا، سويسرا والأوروغواي).
انسحب الولايات المتحدة وكانت من أحد الأعضاء الأصليين الذين انسحبوا من المنظمة في عام 1985 للاحتجاج على مبيعات الاتحاد الأوروبي من الزبدة والمنتجات الالبان الأساسية بأسعار أقل عن حد الأدنى، التصدير التي حددتها اللجنة المعنية بمنتجات الالبان المعينة جنبا إلى جنب مع مجلس الألبان الدولي التي ادار الترتيب.
قام مجلس الألبان الدولي بتعليق الحد الأدنى لأسعار منتجات الالبان في عام 1995،أنتهت الاتفاقية لقرار المجلس الدولي لمنتجات الالبان اعتبارًا من أول يناير 1998.